# Testament (hudební skupina)
Testament je americká thrashmetalová skupina založená v roce 1983 pod názvem Legacy. Tento název skupina používala až do roku 1986. Následně se přejmenovala na Testament a pod tímto názvem hraje dodnes. Jediným členem, který ve skupině hraje od jejího založení až dodnes je kytarista Eric Peterson. Dále v současnosti skupinu tvoří zpěvák Chuck Billy, kytarista Alex Skolnick a baskytarista Greg Christian. Své první album s názvem The Legacy vydala skupina v roce 1987 a dodnes vydala dvanáct studiových alb, přičemž posledním je Titans of Creation z roku 2020. 

Logo skupiny

1. března 2022 skupina oznámila návrat bubeníka Davea Lombarda po 23 letech. 
V dubnu 2023 Lombardo oznámil, že se nepřipojí k turné skupiny na rok 2023, hlavní důvod byl konflikt planování turné a jeho místo zaujal mladý bubeník Chris Dovas, který zastupoval Lombarda na některých koncertech.

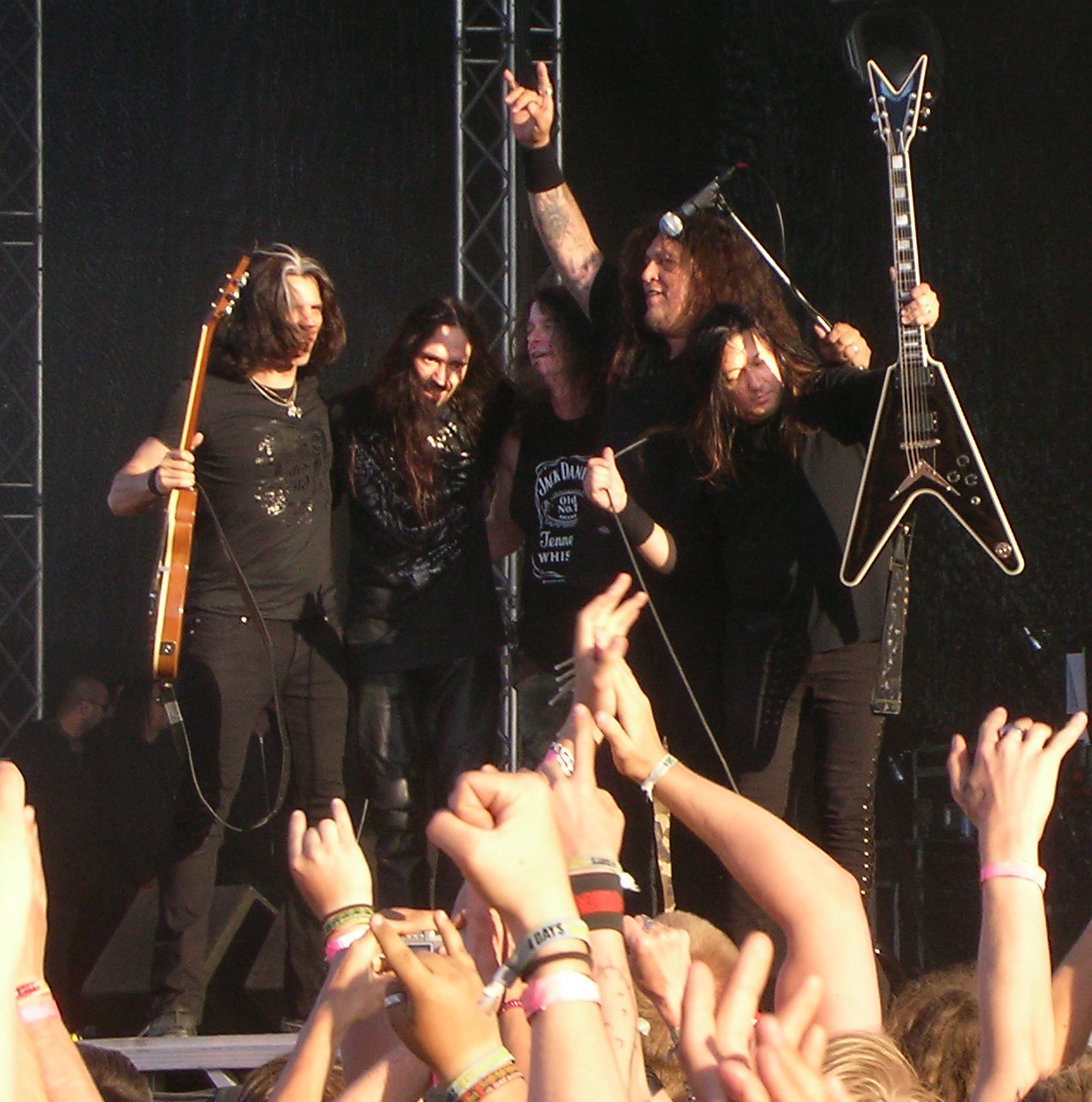
Testament živě v roce 2008 ve Švédsku.

## Testament v Česku
- 19. srpna 1992 – Gascontrol Aréna – Havířov
- 25. listopadu 1995 – Metalmania Festval – Ostrava
- 25. září 1999 – Roxy Club Prague – Praha
- 6. srpna 2003 – Futurum – Praha
- 13. června 2004 – Golem Music Club – Zlín
- 15. června 2004 – Alfa Music Club – Plzeň
- 7. srpna 2009 – Brutal Assault – Josefov
- 4. července 2010 – Basinfirefest – Plzeň
- 7. srpna 2013 – Brutal Assault – Josefov
- 6. června 2015 – Metalfest – Plzeň
- 10. července 2022 – Masters of Rock – Vizovice
- 4. června 2023 – Metalfest – Plzeň
- 10. srpna 2024 – Brutal Assault – Josefov

## Členové

### Současní
- Chuck Billy – zpěv (1986–dosud)
- Eric Peterson – kytary (1983–dosud)
- Alex Skolnick – kytary (1983–1993, 2001, 2005–dosud)
- Steve DiGiorgio – baskytara (1998-2004, 2014–dosud)
- Chris Dovas – bicí (2022, 2023–dosud)

### Dřívější
Zpěváci
- Derrick Ramirez (1983–1984)
- Steve Souza (1985–1986)

Kytaristé
- Glen Alvelais (1993, 1997–1998)
- James Murphy (1994–1996, 1998–2000)
- Steve Smyth (2000–2004)
- Mike Chlasciak (2002, live 2004-2005)
- Phil Demmel – kytara (host: 2023)

Baskytaristé
- Derrick Ramirez (1983–1984, 1997)
- Steve DiGiorgio (1998–2004)

Bubeníci
- Mike „The Rottweiler“ Ronchette (1983)
- Louie Clemente (1983–1993, 2005)
- John Tempesta (1993–1994, 2001, 2005)
- Jon Dette (1994–1995, 1997, 1999)
- Chris Kontos (1995)
- Jon Allen (1999–2004, 2007, 2011)
- Nick Barker (2006–2007)
- Paul Bostaph (1993, 2007–2011)
- Gene Hoglan  (1996–1997, 2011–2022)
- Dave Lombardo (1998–1999, 2022–2023)

Hudebníci při turné
- Asgeir Mickelson – bicí (2003)
- Glen Drover – kytara (2008, 2010)
- Steve Jacobs – bicí (1997, 1999)
- Mark Hernandez – bicí (2012)

## Diskografie
Studiová alba
- 1987: The Legacy
- 1988: The New Order
- 1989: Practice What You Preach
- 1990: Souls of Black
- 1992: The Ritual
- 1994: Low
- 1997: Demonic
- 1999: The Gathering
- 2008: The Formation of Damnation
- 2012: Dark Roots of Earth
- 2016: The Brotherhood of the Snake
- 2020: Titans of Creation

Koncertní alba
- 1995: Live at the Fillmore
- 2005: Live in London
- 2009: Live at Eindhoven '87

EP
- 1987: Live at Eindhoven
- 1993: Return to the Apocalyptic City

Kompilace
- 1996: The Best of Testament
- 1997: Signs of Chaos
- 2001: The Very Best of Testament
- 2001: First Strike Still Deadly
- 2004: Days of Darkness
- 2007: The Spitfire Collection